# Diritti LGBT in Madagascar
L'omosessualità non è illegale nel paese ma le persone LGBT non hanno alcuna tutela e le coppie omosessuali non dispongono di alcun riconoscimento legale.

## Legge sull'attività sessuale tra persone dello stesso sesso
L'attività sessuale tra persone dello stesso sesso con almeno 21 anni è legale in Madagascar. Il codice penale prevede una pena detentiva da due a cinque anni e una multa da 2 a 10 milioni di ariary (da 900 $ a 4500 $) per atti "indecenti o contrari alla natura di un individuo dello stesso sesso di età inferiore ai 21 anni".

## Protezioni contro la discriminazione
La legge in Madagascar non colpisce la discriminazione in relazione all'orientamento sessuale o all'identità di genere.

## Riconoscimento delle coppie omosessuali
Nel paese non esiste né l'unione civile né il matrimonio egualitario.

## Diritto di adozione
Solo le coppie sposate ed eterosessuali possono adottare bambini in Madagascar.

## Condizioni sociali
La relazione sui diritti umani del Dipartimento di Stato degli Stati Uniti del 2011 ha rilevato che "c'era una discriminazione sociale generale contro la comunità LGBT" e che "l'orientamento e l'identità di genere non sono stati ampiamente discussi nel paese, con atteggiamenti pubblici che vanno dalla tacita accettazione al rifiuto violento, in particolare delle prostitute transgender". Il rapporto ha anche rilevato che "la prostituzione LGBT era spesso bersaglio di aggressioni, tra cui: abusi verbali, lancio di pietre e persino omicidi. Negli ultimi anni, la visibilità della comunità LGBT è aumentata attraverso l'esposizione mediatica positiva di essa, ma gli atteggiamenti generali sociali non sono cambiati".

## Tabella riassuntiva
| Depenalizzazione dell'omosessualità                                                                           | (da sempre legale) |
| Uguale età del consenso rispetto agli eterosessuali                                                           | No                 |
| Divieto di discriminazione nel posto di lavoro                                                                | No                 |
| Divieto di discriminazione nella fornitura di beni e servizi                                                  | No                 |
| Leggi anti-discriminazione in tutti gli altri settori (inclusa discriminazione diretta ed espressioni d'odio) | No                 |
| Matrimonio egualitario                                                                                        | No                 |
| Unione civile                                                                                                 | No                 |
| Step-child adoption                                                                                           | No                 |
| Adozione congiunta per le coppie dello stesso sesso                                                           | No                 |
| Diritto per le persone LGBT di poter servire nelle forze armate                                               |                    |
| Diritto di cambiare genere legale                                                                             |                    |
| Maternità surrogata per le coppie omosessuali                                                                 | No                 |
| Accesso alla fecondazione in vitro per le lesbiche                                                            | No                 |
| Permesso di donare il sangue                                                                                  | No                 |